# II koncert fortepianowy Beethovena
II koncert fortepianowy B-dur op. 19 skomponowany przez Ludwiga van Beethovena jest według numeracji opusowej drugim z pięciu koncertów tego kompozytora, jednak chronologicznie pierwszym.

## Powstanie
Badanie twórczości Beethovena wskazuje, że początki pracy nad koncertem fortepianowym miały swoje miejsce jeszcze przed rokiem 1790 (najstarsze fragmenty pochodzą najprawdopodobniej z roku 1784, kiedy Beethoven miał zaledwie 13 lat). Jednak pierwsze efekty pracy kompozytora miały zupełnie inną formę, niż ta ostateczna. Po przybyciu do Wiednia w 1793 roku Beethoven wznowił prace nad dziełem, grając je od czasu do czasu na prywatnych koncertach. Kolejne prace trwały w latach 1794–1798. 29 marca 1795 roku w wiedeńskim Hofburgtheater kompozytor został nagrodzony owacją na stojąco po zaprezentowaniu koncertu szerszej publiczności. Następną wersję koncertu Beethoven zaprezentował w Wiedniu w grudniu 1795 roku oraz w Pradze w 1798 roku. Dopiero w grudniu 1801 roku koncert doczekał się ostatecznej wersji (dlatego też ma wyższe oznaczenie opusowe niż powstały później I koncert fortepianowy).

## Struktura
Koncert składa się z trzech części:
- 1. Allegro con brio
- 2. Adagio
- 3. Rondo. Molto allegro

Łączna długość utworu: około 28 minut.